# Fréteval
Fréteval é uma comuna francesa na região administrativa do Centro, no departamento Loir-et-Cher. Estende-se por uma área de 20,68 km². Em 2010 a comuna tinha 1 097 habitantes (densidade: 53 hab./km²).